# Zweckverband für den Nahverkehrsraum Leipzig
Der Zweckverband für den Nahverkehrsraum Leipzig (ZVNL) ist einer von fünf Aufgabenträgern für den Schienenpersonennahverkehr im Freistaat Sachsen.
Mitglieder des Zweckverbands sind die Stadt Leipzig sowie die Landkreise Nordsachsen und Leipzig. Im Gebiet des ZVNL leben rund 1 Million Einwohner.
Die Aufgaben des ZVNL sind seit seiner Gründung 1998 die Planung, Organisation und Finanzierung des Schienenpersonennahverkehrs (SPNV) auf den Eisenbahnstrecken in seinem Zuständigkeitsgebiet. Zuvor hatte diese Aufgaben die landeseigene Landesverkehrsgesellschaft Sachsen wahrgenommen. Der ZVNL führt die entsprechenden Vergabeverfahren für SPNV-Leistungen durch und erstellt den Nahverkehrsplan. Weiterhin übernimmt er die Abstimmung mit den benachbarten Aufgabenträgern des SPNV und für den Ausbau der Infrastruktur mit der DB Netz AG als Betreiber der Infrastruktur.
Im Verbundbereich werden rund 500 km Bahnstrecken mit rund 100 Verkehrsstationen im SPNV bedient. Pro Jahr werden auf dem Netz etwa 10,9 Mio. Zugkilometer erbracht. Im Unterschied zu den anderen Aufgabenträgern in Sachsen ist der ZVNL kein Tarifverbund, er ist allerdings Mitgesellschafter im länderübergreifend aufgebauten Mitteldeutschen Verkehrsverbund. Wichtigstes Netz im Bereich des ZVNL ist seit Dezember 2013 die S-Bahn Mitteldeutschland mit dem City-Tunnel Leipzig.

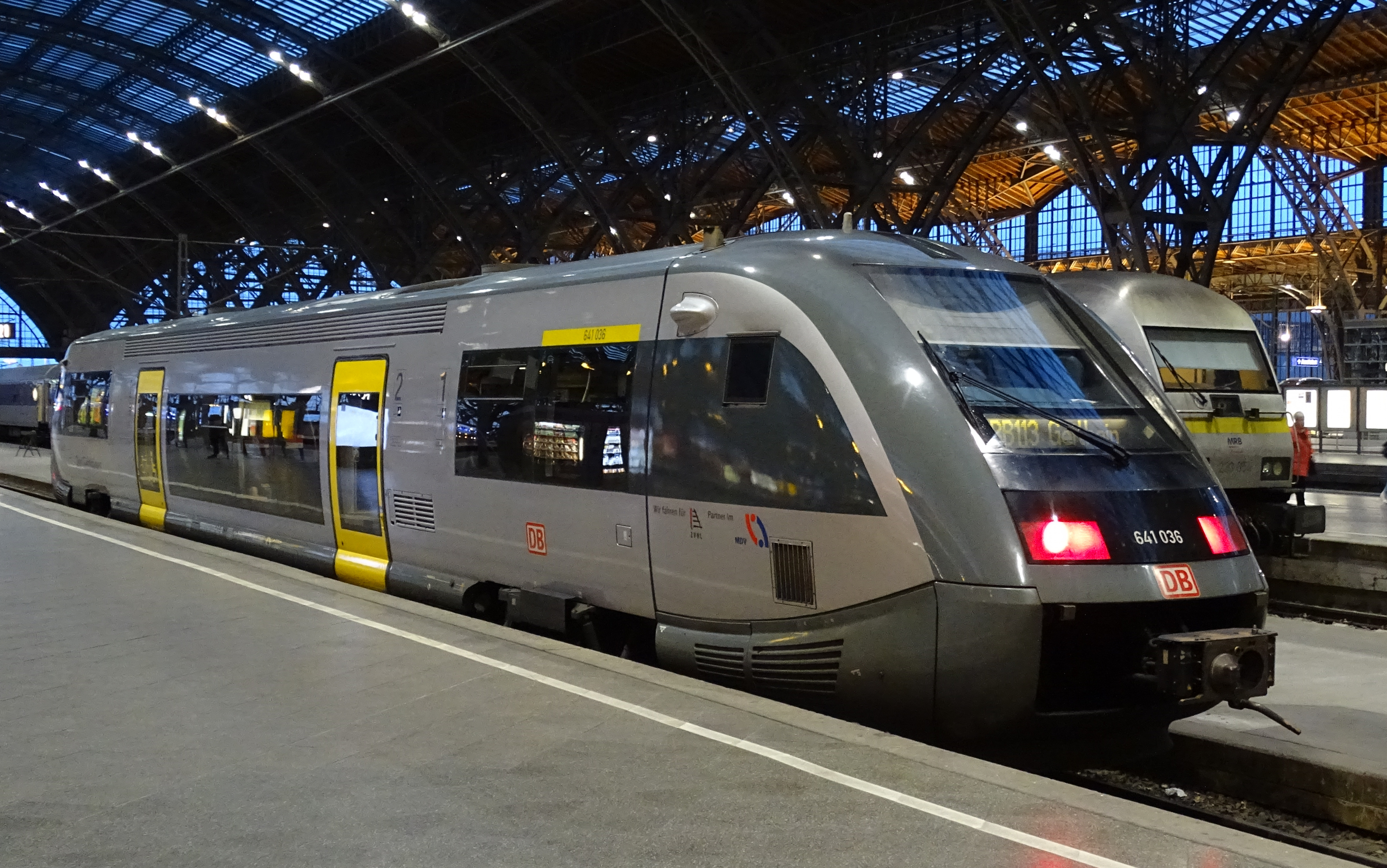
Alstom Coradia A TER im Farbschema des ZVNL im Hauptbahnhof Leipzig

Als Eisenbahnverkehrsunternehmen für den ZVNL tätig sind derzeit:
- DB Regio Südost
- DB Regio Nordost
- Transdev Regio Ost
- Erfurter Bahn
- Abellio